# Temperatursprung

Veranschaulichung bei einem dünnen Spalt: Die Spaltbreite δ wird auf jeder Seite jeweils um die Temperatursprunglänge g erweitert. Die durchgezogene Linie gibt nicht die tatsächliche Temperatur wieder, sondern unter der Annahme eines konstanten Temperaturgradienten.

Der Temperatursprung ist ein Konzept in der Thermodynamik des Nichtgleichgewichts. Temperatursprünge kommen an der Grenzfläche zwischen Gasen und Festkörpern zustande, wenn Gas und Festkörper verschiedene Temperaturen besitzen. Zwar ist die Temperatur ein überall stetiges Feld, sodass physikalisch nicht von einem „Sprung“ die Rede sein kann, doch ist der Temperaturgradient in unmittelbarer Nähe zum Festkörper deutlich größer als im Gas selbst.
Unter der Annahme eines konstanten Temperaturgradienten im Gas bis zur Grenzfläche tritt dort eine Unstetigkeitsstelle auf. Die Temperatursprunglänge oder -distanz {\displaystyle g} ist die Länge, um die man gedanklich den Festkörper verschieben müsste, damit die Stetigkeit wieder gegeben ist.

## Herleitung
Der Wärmeübergangskoeffizient für die Gasschicht ohne Berücksichtigung des Temperatursprungs berechnet sich zu:
{\displaystyle \alpha _{L,G}={\frac {\lambda _{G}}{\delta _{G}}}}
Um nun den Temperatursprung zu berücksichtigen, wird die charakteristische Länge innerhalb des Wärmeübergangskoeffizienten für die einzelnen Seiten, an denen der Sprung stattfindet, jeweils mit {\displaystyle g} erweitert. Im vorliegenden Fall bei zwei Wänden ergibt sich:
{\displaystyle \alpha _{L,G}={\frac {\lambda _{G}}{\delta _{G}+2g}}}
Kennard gibt zur Berechnung der Länge {\displaystyle g} folgende Formel an:
{\displaystyle g\approx \left({\frac {2-\gamma }{\gamma }}\right)\left({\frac {4}{\kappa +1}}\right)\left({\frac {k}{\eta c_{V}}}\right)\Lambda }
mit
- {\displaystyle \gamma }: thermischer Akkommodationskoeffizient als Verhältnis der Energie, die einzelne auf der Oberfläche aufkommende Moleküle aufnehmen, zu der Energie, die sie als Kontinuum aufnehmen würden,
- {\displaystyle \kappa }: Isentropenexponent
- {\displaystyle k}: Wärmeleitfähigkeit
- {\displaystyle \eta }: Viskosität
- {\displaystyle c_{V}}: Wärmekapazität
- {\displaystyle \Lambda }: mittlere freie Weglänge